# Cooperativa del Camp (l'Albagés)
La Cooperativa del Camp és un edifici al nucli de l'Albagés (a les Garrigues) catalogat a l'Inventari del Patrimoni Arquitectònic de Catalunya. La cooperativa es fundà el 1919. Ara funciona com a molí d'oli. Dels diversos molins que hi havia al terme de l'Albagés no se'n conserva cap. Es tracta d'un complex format per diversos edificis. És de caràcter industrial, bàsicament utilitari. Està fet de maó totalment arrebossat i pintat de blanc excepte les cantonades i els marcs de les finestres, que són de maó. Està estructurat en planta baixa i pis. Les obertures són la major part allindanades i de forma rectangular a excepció de les del cos principal que són arcs de mig punt fets de carreus de pedra vista. Les cobertes són de teula àrab.